# Metropole (album)
Metropole è il sesto album in studio della band pop punk The Lawrence Arms, pubblicato nel 2014 dalla Epitaph Records.

## Tracce
Tutte le canzoni sono scritte dai The Lawrence Arms.
1. Chilean District - 1:22
2. You are Here - 2:44
3. Hickey Avenue - 3:33
4. Seventeener (17th and 37th) - 4=2:45
5. Beautiful Things - 3:02
6. Acheron River - 3:27
7. Metropole - 2:58
8. Drunk Tweets - 1:25
9. The YMCA Down the Street From the Clinic - 3:49
10. Never Fade Away - 2:02
11. Paradise Shitty - 4:18
12. October Blood - 3:01
13. These Pigs Seem to be Getting the Best of Me - 2:31
14. Bonfire Park - 3:01
15. The Profiteers - 3:00

## Formazione
- Chris McCaughan - chitarra, voce
- Brendan Kelly - basso, voce
- Neil Hennessy - batteria